# Препринт
Препринт (понякога предпринт), или предпубликация, е предварително научно издание (обикновено с неголям обем), публикувано преди издаване на статия в рецензирано научно списание или преди излизане на пълноценна монография.
Посвещава се на тема, с която авторът запознава специалисти или заинтересовани лица за обсъждане и/или уточняване на получени резултати от изследвания. По правило препринтите не се рецензират преди публикуването им, може да съдържат грешки и затова често не се отчитат като публикации.
Историята на използването им може да се проследи от 1960-те години, когато Националните институти по здравеопазване в САЩ започват да разпространяват препринти по биология. Тази практика продължава 6 години.
Е-принт (от „електронен препринт“) често означава препринт в Интернет. Електронната форма се налага от 1991 г.
Сред най-известните и значителни колекции електронни препринти по физика, астрономия, математика, биология и компютърни науки е сървърът arXiv, създаден през 1991 г., с повече от 1,4 млн. препринта.
Измежду другите колекции препринти също са широко известни:
- Препринты Института прикладной математики им. М. В. Келдыша (ИПМ РАН)
- Social Science Research Network eLibrary
- RePEc: Research Papers in Economics
- Munich Personal RePEc Archive
- bioRxiv